# Vib-Ripple
Vib-Ripple (ビブリップル?, Bibu Rippuru) è un videogioco per PlayStation 2 creato da Masaya Matsuura e dal suo studio NanaOn-Sha, il quale è stato pubblicato da SCEI solo in Giappone il 27 maggio 2004. È l'unico diretto sequel di Vib-Ribbon per PlayStation.
Un suo porting per telefono cellulare è stato reso giocabile per un breve periodo su "Iromeromix", un vecchio servizio mobile locale, come parte di una campagna promozionale in vista dell'uscita del gioco stesso.
Il titolo consente al giocatore di importare fotografie da utilizzare come piattaforma di gioco.

## Modalità di gioco
In Vib-Ripple si prenderà il controllo di Vibri, la coniglietta stilizzata protagonista del precedente Vib-Ribbon, facendola liberamente rimbalzare sui principali sessanta livelli, suddivisi nei cinque mondi da dodici livelli ciascuno. Sono tutti schematizzati da variegate fotografie predefinite da usufruirle per ognuna come un trampolino, e saltando continuamente su una fotografia farà apparire dei "Personaggi Peta", ovvero diversi disegni animati in 2D, che lei dovrà raccogliere per guadagnare del punteggio base di gioco. Per completarne uno e passare a quello successivo, bisognerà scovare ed estrarre quelli indicati come obiettivo in tale livello (visualizzati nell'angolo in basso a sinistra dello schermo), prima dello scadere dei tre minuti di tempo che si hanno a disposizione. 
Vibri, oltre che raccogliere e progressivamente collezionare 180 di questi disegni, deve anche evitare delle creature in 3D che popolano la superficie dell'immagine, chiamate "Boonchies", dall'aspetto di cacche nello stile giapponese. Entrare in contatto con uno di essi farà sì che Vibri regredisca da coniglio a rana ("Kero Vibri"), quindi ad un verme ("Mushibri"), fino a che sarà toccata per l'ultima volta andando in game over. Se il giocatore non commette alcun errore per un certo periodo di tempo, è possibile che ella si evolva a "Super Vibri" (anche qui ha un paio di ali e indossa una corona), consentendola di disabilitare temporaneamente un Boonchie e di localizzare i disegni Peta nascosti. 
Infine, il giocatore può creare i propri livelli caricando le proprie foto da una fotocamera digitale o da un telefono cellulare tramite la porta USB della suddetta console, o persino inviare immagini attraverso la rete online del sistema. Quest'ultimo sistema non più disponibile a causa della chiusura dei server. Il gioco le ridimensiona in automatico fino a 200 x 200 pixel.